# Домиште
Домиште (болг. Домище) — село в Болгарии. Находится в Кырджалийской области, входит в общину Кирково. Население составляет 427 человек.

## Политическая ситуация
В местном кметстве Домиште, в состав которого входит Домиште, должность кмета (старосты) исполняет Боян Стоянов Коджабашев (Болгарская социалистическая партия (БСП)) по результатам выборов.
Кмет (мэр) общины Кирково — Шукран Кязим Идриз (Движение за права и свободы (ДПС)) по результатам выборов.